# 歌枕の一覧
この歌枕の一覧は地名の歌枕のうち、著名なものを旧国名に従い列挙したものである。全国にある玉川（六玉川）は下部にまとめてある。
書式:
| ウィキタグ | 歌枕（ふりがな）: 都道府県名と地名:和歌（歌集、作者） |

| 表示状態 | ・歌枕（ふりがな）: 都道府県地名 和歌（歌集、読人） |

目次
- 蝦夷
- 東山道 - 近江　美濃　飛騨　信濃　上野　下野　出羽　陸奥>>現福島県・現宮城県
- 北陸道 - 若狭　越前　加賀　能登　越中　越後　佐渡
- 東海道 - 伊勢　志摩　尾張　三河　遠江　駿河　甲斐　伊豆　相模　武蔵>>現東京都　下総　常陸
- 畿内 - 摂津>>現大阪府　山城　大和　河内　和泉
- 山陽道 - 播磨
- 山陰道 - 丹波　丹後　但馬　因幡　出雲　石見
- 南海道 - 紀伊　淡路　讃岐　伊予
- 西海道 - 筑紫>>現福岡県・現佐賀県　肥後

- 六玉川

## 蝦夷
- 蝦夷（えぞ）: 東北地方。「つぼのいしぶみ」は坂上田村麻呂が彫ったとされる石碑。
みちのくの　いはで忍ぶは　えぞしらぬ　かきつくしてよ　つぼのいしぶみ（『新古今和歌集』、源頼朝）

## 東山道

### 近江
- 真野の入江（まののいりえ）: 滋賀県大津市西岸の入江。
- 志賀（しが）: 滋賀県大津市琵琶湖西岸一帯。枕詞として「さざなみ」が対応する。
さざ浪や　志賀の都は　あれにしを　昔ながらの　山ざくらかな（『千載和歌集』、平忠度）
- 鳰海（におのうみ）: 滋賀県琵琶湖。
我袖の　涙や鳰の　海ならむ　かりにも人を　みるめなければ（『千載和歌集』、上西門院兵衛）
- 逢坂・逢坂の関（おうさかのせき）: 東海道、東山道における近江国・山城国国境の関。
これやこの　行くも帰るも　別れつつ　知るも知らぬも　逢坂の関（『後撰集』、蝉丸）
- 唐崎（からさき）: 滋賀県大津市。
さざなみの　志賀の辛崎　幸くあれど　大宮人の　船待ちかねつ（『万葉集』、柿本人麻呂）
- 打出浜（うちでのはま）滋賀県大津市琵琶湖。
近江なる　打出の浜の　うちいでつつ　うら見やせまし　人の心を（『拾遺和歌集』、よみ人しらず）
- 瀬田橋（せたのはし）滋賀県大津市琵琶湖。瀬田の長橋。瀬田の唐橋。
まきの板も　苔むすばかり　なりにけり　いくよへぬらむ　瀬田の長橋（『新古今和歌集』、大江匡房）
- 野洲川（やすがわ）: 滋賀県琵琶湖。
よろづよを　みかみの山の　ひびくには　野洲の川水　すみぞあひにける（『拾遺和歌集』、清原元輔）
- 信楽（しがらき） : 滋賀県甲賀市信楽町。
昨日かも　あられふりしか　信楽の　外山（とやま）の霞　春めきにけり（『詞花和歌集』、藤原惟成）
- 粟津（あわづ） : 滋賀県大津市。「粟津野」、「粟津の里」、「粟津の原」、「粟津の森」。
関越えて　粟津の森の　あはずとも　清水に見えし　影を忘るな（『後撰和歌集』、よみ人しらず）
- 石山（いしやま） : 滋賀県大津市。
都にも　人や待つらむ　石山の　峰に残れる　秋の夜の月（『新古今和歌集』、藤原長能）
- 伊吹山（いぶきやま） : 滋賀県・岐阜県の伊吹山。顕昭の歌学書『袖中抄』などによれば、正しくは下野国（現在の栃木県栃木市）に所在する伊吹山こそ歌枕であるとする。
あぢきなや　伊吹の山の　さしも草　おのがおもひに　身をこがしつつ（『古今和歌六帖』）
- 近江の海（おうみのうみ）: 滋賀県琵琶湖。
あふみのうみ　夕波千鳥　鳴く声に　心もしのに　いにしへ思ほゆ（『万葉集』、柿本人麻呂）

### 美濃
- 不破の関（ふわのせき）: 岐阜県不破郡関ケ原町。
- たる井の水（たるいのみず）→垂井の泉 : 岐阜県不破郡垂井町。
昔見し  たる井の水は  かはらねど  うつれる影ぞ  年をへにける （『詞花集』、藤原隆経）
- 筵田（むしろだ）
- 結ぶ神（むすぶかみ）: 岐阜県安八郡安八町、現結神社。
守れただ　契り結ぶの　神ならば　解けぬ恨みに　われ迷はさで（『十六夜日記』）

### 飛騨
- 位山（くらいやま）
くらゐやま　峰までつける　枝なれど　今よろづよの　坂のためなり（『拾遺和歌集』）

### 信濃
- 浅間山（あさまやま）: 長野県浅間山。
信濃なる　浅間の嶽に　たつ煙　をちこち人の　見やはとがめぬ（『伊勢物語』）
- 安曇野（あづみの）: 長野県安曇野市周辺。
- 姨捨山（うばすてやま、おばすてやま）、更科（級）山（さらしなやま）: 長野県千曲市にある冠着山（かむりきやま）。
我が心　慰めかねつ　更科や　をばすて山に　照る月を見て（『古今和歌集』、よみ人しらず）
- 諏訪海（すわのうみ）: 長野県諏訪湖。
- 園原（そのはら）: 長野県下伊那郡阿智村。

### 上野
- 佐野船橋（さののふなはし）: 群馬県高崎市の烏川沿岸の舟橋。
上毛野　佐野の船橋　取り放し　親はさくれど　吾はさかるがへ（『万葉集』）
駒止めて 袖うちはらふ 影もなし 佐野の渡りの 雪の夕暮（『拾遺愚集』、藤原定家）
- 伊香保沼（いかほのぬま）

### 下野
- 安蘇の川原（あそのかわら）眺望スポット:歌人が詠んだ語句に、千鳥　日暮れ　美加保の関　みかほノ崎　みかもノ崎など。
- 室の八嶋（島）（むろのやしま）: 栃木県栃木市にある大神神社内。ただし古い時代に歌枕とされた「室の八島」とは大炊寮の竃の事であり、大神神社は付会であるとされる[1]。
かくばかり　思ひこがれて　年ふやと　むろの八嶋の　煙にもとへ（『狭衣物語』）
- しはぶきの杜（しわぶきのもり）: 栃木県栃木市、上記の室の八嶋の近くにある森。
下野や　しはふきの森の　しら露の　かかるをりにや　色かはるらむ（藤原朝忠）
- 伊吹山（いぶきやま）: #近江参照。
- 標茅ヶ原（しめじがはら）: 栃木県栃木市の伊吹山東方1kmのところにある。
たのめこし　しめしか原の　下わらひ　したにもへても　としへぬるかな（藤原俊成）

### 出羽
- 阿古耶松（あこやのまつ）: 山形県山形市にある千歳山の松。
- 象潟（きさがた）: 秋田県にかほ市象潟町。
- 袖浦（そでのうら）: 山形県酒田市にある最上川の河口。
- 最上川（もがみがわ）: 山形県の最上川。

### 陸奥

#### 現青森県
- 善知鳥（うとう） : 青森県青森市善知鳥神社。「善知鳥」村は青森市の昔の名前。
陸奥の　外の浜なる　呼子鳥　鳴くなる声は　うたふやすかた（藤原定家）
- 十符の浦 : 青森県上北郡野辺地町の海岸。
見し人も　とふの浦かぜ　音せぬに　つれなく消る　秋の夜の月（『新古今和歌集』、橘為仲）
- 尾駮（おぶち）の牧、尾駮の駒 :　青森県上北郡六ヶ所村の牧場と馬。
綱たえて　放れ果てにし　陸奥の 尾駮の駒を　きのふ見しかな（『後撰和歌集』）
- 陸奥の牧 : 青森県上北郡三本木原野の牧場。奥の牧、館野の牧とも。
陸奥の　荒野の牧の　駒だにも　とればとられて　なれゆくものを（千五百番歌合、藤原俊成）

#### 現岩手県
- 衣川（ころもがわ）: 岩手県奥州市と平泉町の境を流れる中尊寺付近の川。衣川。

#### 現秋田県
- 錦木（にしきぎ） : 秋田県鹿角市十和田錦木にある錦木塚。青森県東津軽郡久栗坂の観音寺にも錦木塚があるが別の由来。
思ひかね　今日立て初むる　錦木の　千束も待たで　逢ふ由もがな（『詞花和歌集』巻第七 恋上、大蔵卿匡房）

#### 現宮城県
- 阿武隈川（あぶくまがわ）: 岩沼市と亘理町の境を流れる川。
阿武隈に　霧立ちくもり　明けぬとも　君をばやらじ　待てばすべなし（『古今和歌集』、東歌）
- 名取川（なとりがわ）: 名取市と仙台市の境を流れる川。
名取川　瀬々のむもれ木　あらはれば　いかにせむとか　あひ見そめけむ（『古今和歌集』、よみ人知らず）
- 広瀬川（ひろせがわ）: 仙台市を流れる川。
ひろせ川　渡りの堰の　澪しるし　みかさそふらし　五月雨の比（西行）
- 玉田横野（たまだよこの）: 仙台市の北仙台駅辺りから東照宮駅東方までの仙山線沿線の平地（仙台上町段丘の北側にある同段丘より低い段丘面）。
とりつなげ　玉田横野の　はなれ駒　つつじの岡に　あせみ咲くなり（『散木奇歌集』、源俊頼）
- 躑躅岡（つつじがおか）：仙台市宮城野区（ツツジの名所）。
陸奥の　榴ヶ岡の　くまつづら　辛しと妹を　けふぞ知りぬる（『古今和歌六帖』、藤原仲平）
- 宮城野（みやぎの）：仙台市宮城野区（ハギの名所）。
宮城野の　本荒の小萩　露を重み　風を待つごと　君をこそまて（『古今和歌集』、よみ人しらず）
- おもわくの橋：多賀城市にある野田の玉川に架かる橋。
踏まま憂き　紅葉の錦　散り敷きて　人も通はぬ　おもわくの橋（『山家集』、西行）
- 浮島：多賀城市。
陸奥は　世を浮島も　ありと云ふを　関こゆるぎの　急がざらなん（『小町集』、小野小町）
- 野田の入江：多賀城市。
朽ちのこる　野田の入江の　ひとつばし　心細くも　身ぞふりにける（『夫木和歌抄』）
- 末の松山：多賀城市。
契りきな　かた身に袖を　しぼりつゝ　末の松山　浪越さじとは（『後拾遺和歌集』、清原元輔）
- 壺の碑：多賀城市。青森県の南部壺碑説もある。
みちのくの　奥ゆかしくぞ　おもほゆる　つぼのいしぶみ　そとの浜風（『山家集』、西行）
- 興井（おきのい）、沖の石（おきのいし）：多賀城市。
我が袖は　潮干に見えぬ　沖の石の　人こそ知らめ　乾く間もなし（『千載和歌集』、二条院讃岐）
- 塩竈（しおがま・しほがま）： 塩竈市。
塩釜に　いつか来にけむ　朝なぎに　釣する舟は　ここによらなむ（『伊勢物語』）
- 雄島（をじま）： 松島町。
見せばやな　雄島のあまの　袖だにも　濡れにぞ濡れし　色は変わらず（『千載和歌集』、殷富門院大輔）
- 松島（まつしま）： 松島町ほか。
たよりある　風もやふくと　松島に　よせて久しき　海人のつりぶね（清少納言）
- 朽木橋（くちぎばし）: 大崎市小野の化女沼入り口付近。
逢ふ事は　朽木の橋の　絶え絶えに　かよふばかりの　道だにもなし（『風雅和歌集』、藤原朝定）
- 緒絶橋（おだえのはし）: 大崎市の緒絶川（おだえがわ）に架かる橋。
みちのくの　緒絶の橋や　これならん　ふみみふまずみ　心まどはす（『後拾遺和歌集』、藤原道雅）
- 姉歯の松（あねはのまつ）： 栗原市。
栗原の　あねはの松の　人ならば　都のつとに　いざといはましを（『伊勢物語』）

#### 現福島県
- 白河の関
都をば　霞と共に　立ちしかど　秋風ぞ吹く　白河の関（『後拾遺和歌集』、能因法師）
- 安積山（あさかやま）
安積山　影さへ見ゆる　山の井の　浅き心を　吾れ思はなくに（万葉集）
- 阿武隈川（あぶくまがわ）: 福島県から宮城県へ流れる阿武隈川。
- 信夫 : 福島県福島市。
みちのくの　しのぶもぢずり　誰ゆゑに　乱れむと思ふ　我ならなくに（『古今和歌集』、源融）

## 北陸道

### 若狭
- 青葉山（あおばのやま）
- 後瀬山（のちせのやま）
- 三方の海（みかたのうみ）: 三方五湖。

### 越前
- 玉江（たまえ）
- 有乳山（あらちやま）

### 加賀
- 白山（しらやま）・越白嶺（こしのしらね）

### 能登
- 珠洲（すず）
- 羽咋（はくひ）

### 越中
- 婦負野（めひのの）：富山平野、旧婦負郡地域。
婦負野の 薄おしなべ 降る雪に 宿借る今日し かなしく思ほゆ（『万葉集』巻17 4016、高市黒人、三国五百国伝誦）
- 立山（たちやま）
立山に 降り置ける雪を 常夏に 見れども飽かず 神ながらとそ（『万葉集』、大伴家持）
立山に 降り置ける雪の 常夏に 消ずてわたるは 神ながらとぞ（『万葉集』巻17 4004、大伴池主）
- 二上山（ふたがみやま）
玉くしげ　二上山に　鳴く鳥の　声の恋しき　時は来にけり（『万葉集』、大伴家持）
- 射水川（いみづがは）: 小矢部川。
朝床に　聞けば遥けし　射水川　朝漕ぎしつつ　唱ふ舟人（『万葉集』、 大伴家持）
- 雄神川（をかみがは）: 庄川。
- 婦負川（めひがは）: 神通川。
- 鵜坂川（うさかがは）: 井田川。
- 延槻川（はひつきかは）:早月川。
立山の 雪し消らしも 延槻の 川のわたり瀬 鐙漬かすも（『万葉集』巻17 4024、大伴家持）
- 片貝川（かたかひかは）:片貝川。
片貝の 川の瀬清く 行く水の 絶ゆることなく あり通ひ見む（『万葉集』巻17 4002、大伴家持）
落ちたぎつ 片貝川の 絶えぬごと 今見る人も やまず通はむ（『万葉集』巻17 4005、大伴池主）
- 有磯海（ありそうみ）: 富山湾。
- 奈呉の浦（なごのうら）: 射水市西部の海岸。
あゆの風　いたく吹くらし　奈呉の海人の　釣する小舟　漕ぎ隠る見ゆ（『万葉集』、大伴家持）
- 布勢の海（ふせのうみ）: 後に土砂が堆積して、現在の氷見平野（氷見市）に。
明日の日の　布勢の浦廻の　藤波に　けだし来鳴かず　散らしてむかも（『万葉集』、大伴家持）
- 渋谷・渋谿（しぶたに）: 雨晴海岸（高岡市）。
馬並めて　いざ打ち行かな　渋谿の　清き磯廻に　寄する波見に（『万葉集』、大伴家持）
- 三島野（みしまの）: 射水平野、特に旧大島町・大門町に跨る辺り。
三島野に　霞たなびき　しかすがに　昨日も今日も　雪は降りつつ（『万葉集』、大伴家持）
- 砺波の関（となみのせき）

### 越後
- 越の中山（こしのなかやま）: 妙高山。
- 信濃川（しなのがは）
- 出雲崎（いづもざき）
- 寺泊（てらどまり）

### 佐渡
- 佐渡島（さどがしま）

## 東海道

### 伊勢
- 五十鈴川（いすずがわ）
- 御裳濯川（みもすそがわ）
- 伊勢（いせ）
伊勢の海　阿漕が浦に　打つ網も　度重なれば　人の知るらむ（『源平盛衰記』）
- 大淀（おおよど）
- 御熊野浦（みくまののうら）
- 七栗湯（ななくりのゆ）: 三重県津市榊原温泉。
- 長浜（ながはま）
- 鈴鹿山（すずかやま）: 鈴鹿峠とその周辺の山地を称して鈴鹿山と呼ばれる。
- 麻生浦（おうのうら）
- 二見浦（ふたみのうら）
- 神路山（かみじやま）
- 高見山（たかみやま）
我妹子を　いざ見の山を　高みかも　大和の見えぬ　国遠みかも（『万葉集』、石上堅魚）

### 志摩
- 志摩（しま）
御食つ国　志摩の海人ならし　真熊野の　小舟に乗りて　沖へ漕ぐをみゆ（『万葉集』、大伴家持）
- 嗚呼見の浦（あみのうら）
嗚呼見の浦に　船乗りすらむ　乙女らが　珠裳の袖に　潮満らむか（『万葉集』、柿本人麻呂）
- 伊勢（いせ）: 志摩の海は伊勢の海とも呼ばれる。
伊勢の海人の　朝な夕なに　かづくといふ　鮑の貝の　片思ひにして（『万葉集』）

### 尾張
- 鳴海（なるみ）

### 三河
- 志賀須賀渡（しかすがのわたし）
- 引馬野（ひくまの）
- 八橋（やつはし）
から衣　きつつなれにし　つましあれば　はるばる来ぬる　旅をしぞ思ふ（『伊勢物語』）
- 二村山（ふたむらやま）
- 伊良湖崎（いらござき）

### 遠江
- 浜名橋（はまなのはし）
なき渡る　雲井の雁よ　しるべせよ　はまなのはしの　霧のまよひに（『最勝四天王院障子絵色紙和歌』、源通光）
- 引摩野（ひくまの）

### 駿河
- 田子の浦（たごのうら）
田子の浦ゆ　打ち出でて見れば　真白にぞ　富士の高嶺に　雪は降りける（『万葉集』、 山部赤人）
- 三保の浦（みほのうら）
- 富士山（ふじのやま）
時知らぬ　山は富士のね　いつとてか　かのこまだらに　雪のふるらん（『伊勢物語』）
- 古奴美浜（こぬみのはま）
- 清見潟（きよみがた）
- 浮島原（うきしまばら）
- 木枯森（こがらしのもり）
- 宇津山（うつのやま）: 静岡県宇津ノ谷峠。
駿河なる　宇津の山辺の　うつつにも　ゆめにも人に　あはぬなりけり（『伊勢物語』）
- 小夜の中山：一説に静岡県掛川市内。
年たけて　また越ゆべしと　思ひきや　命なりけり　小夜の中山（『新古今和歌集』、西行）

### 甲斐
- 差出磯（さしでのいそ）
しほの山　さしでの磯に　なくちどり　君がみよをば　やちよとぞなく（『古今和歌集』、よみ人しらず）

### 伊豆
- 古古比森（ここいのもり）

### 相模
- 足柄（あしがら）
- こゆるぎ（こよろぎ　小余綾、小淘綾）: 大磯町付近一帯の海岸。
こゆるぎの　いそぎて来つる　かひもなく　またこそ立てれ　沖つ白浪 （『拾遺集』、よみ人しらず）
- 鎌倉（かまくら）: 鎌倉幕府が置かれた所。鎌倉市。
鎌倉の　見越の崎の　石崩の　君が悔ゆべき　心は持たじ （『万葉集』、東歌）
- 箱根（はこね）

### 武蔵
- ほりかねの井（堀兼之井、堀難井之井）
いかでかは　思ふ心は　堀かねの　井よりも猶ぞ　深さまされる（『伊勢集』、伊勢）

埼玉県狭山市堀兼に「堀兼之井」の旧跡が現存するが、「ほりかねの井」が特定の井戸を指すものかどうかについては不詳。狭山市堀兼の「堀兼之井」は「まいまいず井戸」と呼ばれる構造を持っており、同一の構造を持つ井戸は武蔵野台地上に点在する。これらの井戸全般を指す一般名詞とも見られる。
- みよし野
みよし野の　たのむの雁も　ひたぶるに　君が方にぞ　よると鳴くなる（『伊勢物語』）
わが方に　よると鳴くなる　みよし野の　たのむの雁を　いつか忘れむ（同上）

　　比定地については埼玉県川越市的場、同じく伊佐沼、坂戸市三芳野と説が分かれる。

#### 現東京都
- 隅田川（すみだがわ）: 『新勅撰和歌集』初出（詞書では『古今和歌集』初出）。
わがおもふ　人に見せばや　もろともに　隅田川原の　夕暮れの空（『新勅撰和歌集』）
名にしおはば　いざ言問はむ　みやこ鳥　我が思ふ人は　ありやなしやと（『伊勢物語』）
- 武蔵野（むさしの）: 『万葉集』に初出。
行く末は　空もひとつの　武蔵野に　草の原より　出づる月かげ（『新古今和歌集』、藤原良経） 　  武蔵野の　草葉もろ向き　かもかくも　君がまにまに　我は寄りにしを （『万葉集』東歌）

### 下総
- 真間継橋（ままのつぎばし）

### 常陸
- 筑波山（つくばやま）
- 鹿島（かしま）
- 筑波嶺（つくばね）
筑波嶺に　雪かも降らる　否をかも　愛しき児ろが　布乾さるかも（『万葉集』、東歌）
つくばねの 峰よりおつる みなの川 恋ぞつもりて 淵となりける（『後撰和歌集』、陽成院）

## 畿内

### 摂津

#### 現大阪府
- 難波（なにわ）
侘ぬれば　いまはたおなじ　難波なる　身をつくしても　あはむとぞ思ふ（『後撰和歌集』、元良親王）
- 難波潟（なにわがた）
難波潟 みじかき蘆の ふしのまも 逢はでこの世を 過ぐしてよとや（『新古今和歌集』、伊勢）
- 難波津（なにわつ）: 浪速津とも。
難波津に 咲くやこの花 冬ごもり 今は春べと 咲くやこの花（古今和歌集仮名序、王仁）
- 江口: 大阪市東淀川区。
- 住吉
すみよしの　岸の姫松　人ならば　幾世か経しと　とはましものを（『古今和歌集』、よみ人しらず）
- 芥川（あくたがわ）: 大阪府高槻市。
人をとく　芥川てふ　津の国の　名にはたがはぬ　ものにぞありける（『拾遺和歌集』、承香殿中納言）
- 三島江（みしまえ）: 大阪府島本町。
三島江の　玉江の菰（こも）を　しめしより　おのがとそ思ふ　いまだ刈らねど（『万葉集』）
- 待兼山（まちかねやま）: 豊中市

### 山城
- 泉川（いづみがわ）: 木津川のうち、京都府相楽郡に営まれた恭仁京付近の別名。
みかの原　湧きて流るる　泉川　いつみきとてか　恋しかるらむ（『新古今和歌集』、藤原兼輔）
- 宇治（うじ）
- 宇治川（うじがわ）
宇治川を　船渡せをと　呼ばへども　聞えずあらし　楫の音もせず（万葉集）
- 大井川、大堰川（おおいがわ）: 桂川のうち、嵯峨嵐山から松尾にかけての流域。
おほゐがは　井堰の音の　なかりせば　紅葉を敷ける　わたりとや見む （『金葉和歌集』、藤原顕季）
- 音羽山（おとわやま）
山科の　音羽の山の　音にだに　人の知るべく　わがこひめかも（『古今和歌集』、よみ人しらず）
- 桂川（かつらがわ）: 桂川のうち、大堰川より下流、桂流域。
桂川　てるつきかげの　やどる夜は　もにすむ魚ぞ　底にみえける（『堀川院百首』、源師時）ゆるやらなかたさたさたさまさちゆこ
- 鴨川（かもがわ）、鴨河原（かものかわら）
- 暗部山（くらぶやま）: 所在は不明。貴船山説、鞍馬山説などがあるが、いずれも根拠はない。
秋の夜の　月の光し　明ければ　くらぶの山も　越えぬべらなり（『古今和歌集』、在原元方）
- 鞍馬山（くらまやま）
住みなるる　都の月の　さやけきに　なにかくらまの　山はこひしき（『後拾遺和歌集』、斎院中務）
- 瀬見小川（せみのおがわ）
- 淀、淀川（よどがわ）: 山城国久世郡淀、同乙訓郡淀。宇治川、桂川、木津川の三川合流。
淀川の　淀むと人は　見るらめど　流れて深き　心あるものを（『古今和歌集』、よみ人知らず）

### 大和
- 秋篠（あきしの）
- 香具山（かぐやま）／天香久山（あまのかぐやま）
春過ぎて　夏来にけらし　白妙の　衣ほすてふ　天の香具山 （『新古今和歌集』、持統天皇）
- 飛鳥川／明日香川（あすかがわ）
よのなかは　なにか常なる　あすか川　きのふの淵ぞ　けふは瀬となる（『古今和歌集』、よみ人しらず）
- 二上山（ふたかみやま）
- 竜田（たつた）／竜田川
ちはやぶる　神代も聞かず　竜田川　からくれなゐに　水くくるとは（『古今和歌集』、在原業平）
- 初瀬（はつせ）
うかりける　人を初瀬の　山おろしよ　はげしかれとは　祈らぬものを（『千載和歌集』、源俊頼）
- 富雄川（とみのおがわ）
いかるがや　とみのを川の　絶えばこそ　わがおほきみの　名をばわすれめ（『拾遺和歌集』）
- 佐保川（さほがわ）
- 吉野（よしの）
- 吉野川（よしのがわ）
- 吉野山（よしのやま）
はるがすみ　立てるやいづこ　みよし野の　吉野の山に　雪は降りつつ（『古今和歌集』、よみ人知らず）

### 河内
- 狭山池（さやまのいけ）: 大阪府大阪狭山市。
- 高瀬淀（たかせのよど）

### 和泉
- 吹飯浦（ふけいのうら）: 大阪府泉南郡岬町。
月きよみ　千鳥なくなり　沖つ風　吹飯の浦の　明方のそら（『新勅撰和歌集』）

- 高師浜（たかしのはま）: 大阪府高石市。
音に聞く　高師の浜の　あだ波は　かけじや袖の　濡れもこそすれ（『金葉和歌集』、祐子内親王家紀伊）

## 山陽道

### 播磨
- 明石:
ほのぼのと　明石の浦の　朝霧に　島がくれゆく　船をしぞ思ふ（『古今和歌集』、よみ人しらず）
- 須磨: 『金葉和歌集』に初出。
淡路島　かよふ千鳥の　なく声に　幾夜寝ざめぬ　須磨の関守 （『金葉和歌集』、源兼昌）
- 高砂
誰をかも　知る人にせむ　高砂の　松も昔の　友ならなくに（『古今和歌集』、藤原興風）

## 山陰道

### 丹波
- 生野（いくの）： 京都府福知山市[2]。
- 大江山（おおえやま） 
大江山　いく野の道の　遠ければ　まだふみも見ず　天の橋立（『金葉和歌集』、小式部内侍）

大江山については福知山市大江町（および与謝郡与謝野町）の大江山と京都市西京区と亀岡市の境の大枝山（老いの坂）、いく野については福知山市生野や亀岡市内などと諸説がある。

### 丹後
- 天橋立（あまのはしだて）: 京都府宮津市。
うちわたし　岸辺はなみに　くづるとも　わが名はつきじ　あまのはしだて（『曽丹集』、曽根好忠）
- 由良（ゆら）: 京都府宮津市。
由良の門を　渡る舟人　楫を絶え　行方も知らぬ　恋の道かな（『新古今和歌集』、曽根好忠）
- 三熊野浦（みくまののうら）
三熊野の　浦の浜木綿　百重なる　心は思へど　ただにあはぬかも（『拾遺和歌集』、柿本人麿）

### 但馬
- 二見浦（ふたみのうら）

### 因幡
- 因幡山（いなばのやま）: 鳥取県岩美郡国府町
立ち別れ　いなばの山の　峰に生ふる　まつとし聞かば　今かへりこむ（『古今和歌集』、在原行平）

### 出雲
- 手間の関（てまのせき）

### 石見
- 岩見潟（いわみがた）
- 鴨山（かもやま）
- 高角山（たかつのやま）

## 南海道

### 紀伊
- 和歌浦（わかのうら）
和歌の浦に　汐満ちくらし　かたをなみ　葦辺をさして　たづ鳴きわたる（『万葉集』、山部赤人）
- 佐野渡（さののわたり） 
駒とめて　袖うちはらふ　かげもなし　佐野の渡りの　雪の夕暮（『新古今和歌集』、藤原定家）
- 由良（ゆら）
- 玉津島（たまつしま）
- 妹背山（いもせやま）: 妹山、背山。
ながれては　妹背の山の　なかに落つる　吉野の川の　よしや世の中（『古今和歌集』、よみ人しらず）

### 淡路
- 松帆の浦（まつほのうら）: 明石海峡。
こぬ人を　松帆の浦の　夕なぎに　やくやもしほの　身もこがれつつ（『新勅撰和歌集』、藤原定家）

### 伊予
- 熟田津（にきたつ）：道後温泉。
熟田津に　舟乗りせむと　月待てば　潮もかなひぬ　今はこぎいでな（『万葉集』、額田王）

## 西海道

### 筑紫

#### 現福岡県
- 箱崎の松（はこざきのまつ）: 福岡市筥崎八幡宮の松。
幾世にか　語り伝へむ　箱崎の　松の千歳の　ひとつならねば（『拾遺和歌集』、源重之）

#### 現佐賀県
- 松浦潟（まつらがた）: 唐津湾。万葉集初出。
誰としも　知らぬ別れの　かなしきは　松浦の沖を　出づる舟人（『新古今和歌集』、藤原隆信）
- 領巾振りの嶺（ひれふりのみね）: 唐津市鏡山。
遠つ人　松浦佐用比賣　夫恋いに　領巾振りしより　負へる山の名（『万葉集』、山上憶良）

### 肥後
- 鼓ヶ滝（つづみがたき）: 熊本市西区河内町野出。
音にきく　つづみが滝を　うちみれば　ただ山川の　なるにぞ有ける（『拾遺和歌集』『檜垣嫗集』、檜垣）
- 風流島（たはれじま）: 熊本県宇土市。
まめなれど　あだ名は立ちぬ　たはれ島　よる白波を　ぬれ衣にきて（『後撰和歌集』、朝綱朝臣）
名にしおはば　仇にぞあるべき　たはれ島　浪の濡衣　着るといふなり（『伊勢物語』）
- 水島（みずしま）: 熊本県八代市。
聞きし如　まこと貴く　奇しくも　神さび居るか　これの水島（『万葉集』、長田王）
葦北の　野坂の浦ゆ　船出して　水島に行かむ　波立つなゆめ（『万葉集』、長田王）
波のうつ　水島の浦の　うつせ貝　むなしきからに　我や成らん（『続後撰集収録』、曽根好忠）

## 六玉川（むたまがわ）
以下の六つは全国にある歌枕に使用される玉川で、あわせて六玉川（むたまがわ）と呼ばれる。
- 野路の玉川（のじのたまがわ） : 滋賀県草津市野路町。
明日もこむ　野路の玉川　萩こえて　いろなる波に　月やどりけり（『千載和歌集』、源俊頼）
- 野田の玉川（たまがわ）: 宮城県塩竈市と多賀城市を流れる川で砂押川の支流。
夕されば　潮風越して　みちのくの　野田の玉川　千鳥鳴くなり（『新古今和歌集』、能因法師）
- 調布の玉川（たつくり（てづくり）のたまがわ） :  東京都を流れる多摩川、調布市、田園調布（ちなみに調布とは「租庸調」の「調の麻布」のこと）。
多摩川に　曝す手作り　さらさらに　何そこの児の　ここだ愛しき（『万葉集』、東歌）
- 井手の玉川（たまがわ）: 京都府井手町を流れる玉川。
駒とめて　なほ水かはん　やまぶきの　花の露そふ　井手の玉川（『新古今和歌集』、藤原俊成）
- 三島の玉川（たまがわ）: 大阪府高槻市。
見渡せば　波のしがらみ　かけてけり　卯の花咲ける　玉川の里（『後拾遺和歌集』、相模）
- 高野の玉川（たまがわ）: 和歌山県高野山。
わすれても　汲みやしつらん　旅人の　高野の奥の　玉川の水（『風雅和歌集』、弘法大師）